# Чурилово
 Тази статия е за селото в Петричко, България.  За селото в Костурско, Гърция вижте Чурилово (дем Костур).  
Чурѝлово е село в Югозападна България. То се намира в община Петрич, област Благоевград.

## География
Село Чурилово се намира в планински район.

## История
Всички местни християни са под ведомството на Българската екзархия. По данни на секретаря на Екзархията Димитър Мишев („La Macédoine et sa Population Chrétienne“) в 1905 година в Чурилово (Tchourilovo) има 544 българи екзархисти.
До 1947 година Чурилово е махала на бившето сборно село Игуменец.

## Население

### Етнически състав
Преброяване на населението през 2011 г.
Численост и дял на етническите групи според преброяването на населението през 2011 г.:
|                     | Численост |
| Общо                | 49        |
| Българи             | 49        |
| Турци               | -         |
| Цигани              | -         |
| Други               | -         |
| Не се самоопределят | -         |
| Неотговорили        | -         |

## Културни и природни забележителности
- Край селото се намира Чуриловският манастир.

## Личности
Родени в Чурилово
О.З.м-р инж.Александър Борисов Мисароков.Офицер от Българската Армия служил в гр.Гълъбово на длъжност началник щаб на батальон.
- Андон Георгиев Попов - Фокеро (? - 22 октомври 1922), роден в семейството на отец Георги, който е член на ВМОРО, загинал в сражение с чета на ВМОК. Андон учи в Чурилово, служи в авиацията и затова получава прякора Фокеро. Развива активна левичарска политическа дейност, заради което на 22 октомври 1922 година е отвлечен от дейци на ВМРО, принуден да гледа обесването на Никола Попов и Малин Шуманов и след мъчения убит[5]
- Вангел Марков, македоно-одрински опълченец, нестроева рота на Трета солунска дружина[6]